# Microphilypnus ternetzi
Microphilypnus ternetzi är en fiskart som beskrevs av Myers 1927. Microphilypnus ternetzi ingår i släktet Microphilypnus och familjen Eleotridae. Inga underarter finns listade i Catalogue of Life.